# 1er méridien ouest
Pour les articles homonymes, voir 1er méridien.
En géographie, le 1er méridien ouest est le méridien joignant les points de la surface de la Terre dont la longitude est égale à 1° ouest.

## Géographie

### Dimensions
Comme tous les autres méridiens, la longueur du 1er méridien correspond à une demi-circonférence terrestre, soit 20 003,932 km. Au niveau de l'équateur, il est distant du méridien de Greenwich de 111 km,.
Avec le 179e méridien est, il forme un grand cercle passant par les pôles géographiques terrestres.

### Régions traversées
En commençant par le pôle Nord et descendant vers le sud au pôle Sud, Le 1er méridien ouest passe à travers:
| Coordonnées         | Pays, Territoire ou mer | Notes                                                                                  |
| ------------------- | ----------------------- | -------------------------------------------------------------------------------------- |
| 90° 00′ N, 1° 00′ O | Océan Arctique          |                                                                                        |
| 81° 42′ N, 1° 00′ O | Océan Atlantique        |                                                                                        |
| 60° 42′ N, 1° 00′ O | Royaume-Uni             | Écosse — îles de Yell et Hascosay, Shetland                                            |
| 60° 36′ N, 1° 00′ O | Mer du Nord             |                                                                                        |
| 60° 22′ N, 1° 00′ O | Royaume-Uni             | Écosse — île de Whalsay, Shetland                                                      |
| 60° 20′ N, 1° 00′ O | Mer du Nord             | Passe juste à l'est de l'Île de Noss, Écosse, Royaume-Uni (à 60° 08′ N, 1° 01′ O)      |
| 54° 36′ N, 1° 00′ O | Royaume-Uni             | Angleterre — limite maritime juste à l'ouest de Saltburn-by-the-Sea, North Yorkshire   |
| 50° 47′ N, 1° 00′ O | Manche                  | Passe juste à l'est de l'Île de Wight, Angleterre, Royaume-Uni (à 50° 41′ N, 1° 04′ O) |
| 49° 24′ N, 1° 00′ O | France                  | France passe juste à l'ouest de Royan, Nouvelle-Aquitaine (à 45° 37′ N, 1° 01′ O)      |
| 42° 59′ N, 1° 00′ O | Espagne                 | Passe juste à l'ouest Cartagena, Murcia à 37° 36′ N, 0° 59′ O                          |
| 37° 35′ N, 1° 00′ O | Mer Méditerranée        |                                                                                        |
| 35° 41′ N, 1° 00′ O | Algérie                 |                                                                                        |
| 32° 32′ N, 1° 00′ O | Maroc                   | Sur environ 1 km à la pointe orientale du pays                                         |
| 32° 31′ N, 1° 00′ O | Algérie                 |                                                                                        |
| 22° 33′ N, 1° 00′ O | Mali                    |                                                                                        |
| 14° 51′ N, 1° 00′ O | Burkina Faso            |                                                                                        |
| 10° 59′ N, 1° 00′ O | Ghana                   |                                                                                        |
| 5° 12′ N, 1° 00′ O  | Océan Atlantique        |                                                                                        |
| 60° 00′ S, 1° 00′ O | Océan Austral           |                                                                                        |
| 68° 52′ S, 1° 00′ O | Antarctique             | Terre de la Reine-Maud, revendiquée par la Norvège                                     |